# 박해선
박해선(1956년 2월 18일 ~ )은 대한민국의 방송인이며 시인이다. 방송콘텐츠 생산과 엔터테인먼트를 업으로 하는 기업가이다.

## 경력
- KBS 예능본부 PD
- KBS TV제작본부 예능운영팀장 (차장급)
- KBS 예능본부 편성기획팀장 (국장급)
- 한국사보협회 자문위원단
- 프리 이탈리아 국제방송상 심사위원
- 한국방송예술교육진흥원 학장
- 박스미디어 창립자, 대표이사 사장
- 판타지오 대표이사 사장

## 학력
- 양정고등학교
- 홍익대학교 도시계획학과 학사
- 서강대학교 언론대학원 신문방송학과 석사

## 수상 경력
- 2000년 문화관광부(현 문화체육관광부) 장관상

## 저서
- 1990년 《늑대와 삐비꽃》: 문학세계사
- 2010년 《그리움에게 안부를 묻지 마라》: 헤르메스미디어

## 연출한 프로그램
- KBS TV유치원
- KBS 이주일의 동요
- KBS 노영심의 작은음악회
- KBS 열린 음악회
- KBS 이소라의 프로포즈
- KBS 뮤직뱅크
- KBS 윤도현의 러브레터
- KBS 도전! 주부가요스타
- KBS 부부클리닉 사랑과 전쟁 (편성 기획)
- KBS 올드미스 다이어리
- KBS 비타민
- KBS 스펀지
- KBS 해피투게더
- KBS 미녀들의 수다
- KBS 이문세 쇼
- KBS 1대 100